# پوست (فیلم ۱۹۸۱)
پوست (ایتالیایی: La pelle) یک فیلم جنگی ایتالیایی است که بر پایهٔ رمانی به همین نام به قلمِ کورتزیو مالاپارته ساخته و در سال ۱۹۸۱ منتشر شد. این فیلم نخستین بار در جشنواره فیلم کن ۱۹۸۱ به نمایش درآمد.

## گزیدهٔ بازیگران
- مارچلو ماسترویانی در نقش کورتزیو مالاپارته
- برت لنکستر
- کلودیا کاردیناله
- کنت مارشال
- کارلو جوفره
- ژاک سرنا
- آنا ماریا آکرمن